# Fayette (Indiana)
Pour les articles homonymes, voir Fayette.
Fayette est une communauté non incorporée située dans le comté de Boone, dans l'État de l'Indiana, aux États-Unis. Elle appartient au township de Perry (en).

## Toponymie
La communauté est vraisemblablement nommée d'après Gilbert du Motier, marquis de La Fayette.

## Géographie
Fayette se trouve aux coordonnées 39° 55′ 52″ N, 86° 23′ 50″ O (39.93111°, -86.3972°), à environ 284 mètres d'altitude.

## Transports
L'Indiana State Road 267 (en) constitue la rue principale de la communauté.